# Parcul Național Peninsula Dilek-Delta Büyük Menderes
Parcul Național Peninsula Dilek-Delta Büyük Menderes (în turcă Dilek Yarımadası-Büyük Menderes Deltası Millî Parkı), înființat la 19 mai 1966, este un parc național amplasat în vestul Turciei. Cuprinde peninsula Dilek în întregime, precum și delta întinsă a râului Büyük Menderes⁠(d). Administrativ, parcul este situat în districtul Kuşadası din provincia Aydın, parte a Regiunii Egeene a Turciei. Direct la vest de parc este situat mic oraș de coastă Güzelçamlı⁠(d), conectat cu rute de autobuz și feribot de centrul districtului Kuşadası, aflat la aproximativ 30 km.
Între parcurile naționale ale Turciei, acesta dispune de o biodiversitate din cele mai bogate. Este habitatul și popasul a sute de specii de păsări, mamifere, plante și vietăți marine, unele dintre care sunt endemice și nu pot fi întâlnite nicăieri altundeva în lume. Din aceste considerente, este protejat de numeroase convenții privind protecția animalelor și zonelor umede și este considerat de importanță națională și internațională în aceste domenii.
Parcul este despărțit de insula greacă Samos (în greacă Σάμoς) de una din cele mai înguste strâmtori ale Mării Egee, strâmtoarea Mycale⁠(d) (în greacă Στενό της Μυκάλης). Numele provine de la muntele Mycale⁠(d), cel mai mare și mai proeminent munte de pe peninsulă.

## Istorie
De-a lungul timpului, zona situată între peninsula Dilek și gura de vărsare a Büyük Menderes nu a fost populate de oameni sau a avut populații foarte mici și răzlețe, astfel fiind relativ neafectată de factorul antropic. Această izolare a contribuit la diversificarea faunei și florei. Primele așezări omenești permanente, cum ar fi Priene și Milet, au fost construite în apropiere de muntele Mycale și delta Büyük Menderes în timpul ocupării teritoriului de grecii antici și ionieni. Nu departe, a fost ridicat sanctuarul Panionium⁠(d), loc de întâlnire a Ligii Ioniene⁠(d). Populația în zonă a crescut semnificativ către începutul secolului al XX-lea, datorită orașului-port Kuşadası. Statutul de protecție a fost acordat peninsulei Dilek abia în 1966, la 19 mai, de către Ministerul Pădurilor și Gestionării Apelor⁠(d). Câteva decenii mai târziu, în 1994, în parcul național a fost adăugată și zona adiacentă a deltei Büyük Menderes, amplasată la sud de peninsula Dilek.
La începutul anului 2005, o focă-călugăr (Monachus monachus) a fost găsită rănită grav în deltă. A fost tratată imediat, dar a murit la scurt timp din cauza unor complicații. Specia este pe cale de dispariție, cu o populație globală de doar aprox. 600 de indivizi, dintre care peste 100 viețuiesc pe țărmul Turciei.
În aprilie 2010, președintele Asociațiaei Apicultorilor din Aydın, Kadir Kılıç, a declarat că parcul național ar urma să fie exploatat de apicultori, lucru interzis de la înființarea parcului, în 1966. Declarația a stârnit controverse, dar la scurt timp un reprezentant al Biroului Guvernatorului Provinciei Aydın a confirmat că poziția oficială este de a limita accesul prisăcarilor în parc. Apicultura este interzisă ca mijloc de a proteja flora abundentă.

## Geografie

Harta completă a parcului, inclusiv numele așezărilor antice

Suprafața totală a parcului este de 27.598 ha. Peninsula se întinde pe o suprafață de 11.000 ha, cu o lățime de aproximativ 6 km de la nord la sud și o lungime de 20 km de la est la vest. Parcul se află în vecinătatea apropiată a orașului de coastă Güzelçamlı⁠(d) și este situat la aprox. 8 km de orașul Davutlar⁠(d) și la aprox. 26 km de Kuşadası (estimările variază între 23-30 km). Alte orașe din provincia Aydın cu drumuri de acces la parc sunt Aydın, Söke și, într-o măsură mai mică, Didim.
Strâmtoarea Mycale⁠(d), numită după muntele Mycale de pe peninsulă, desparte parcul de insula greacă Samos. Cu o lățime de doar 1,6 km, este una din cele mai înguste strâmtori ale Mării Egee.

### Atracții

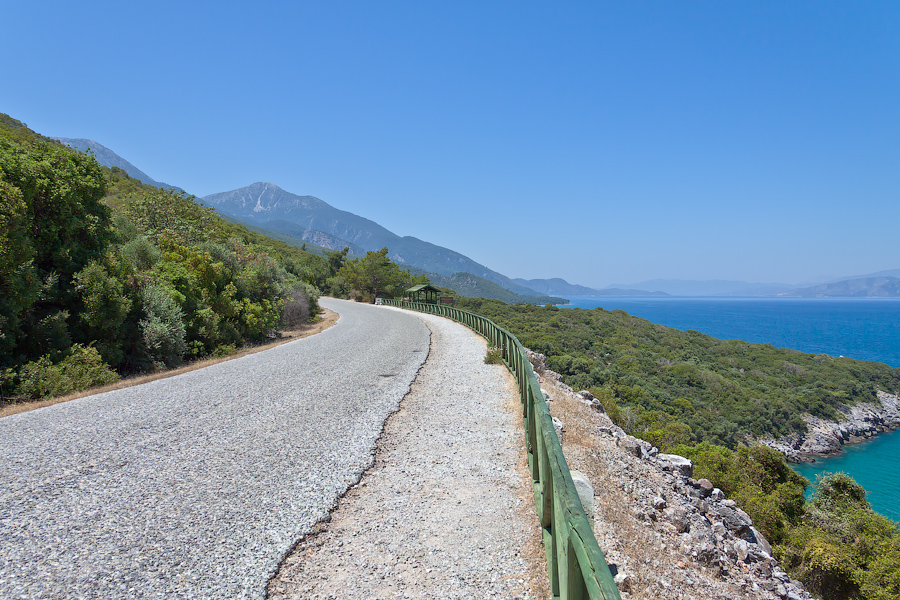
Vedere în parc cu muntele Mycale în fundal

Terenul muntos al peninsulei și numeroasele peșteri, defilee și văi fac parcul o zonă de interes deosebit pentru turiști și cercetători. De-a lungul țărmului se înșiră mai multe golfuri mici. La intrarea în parc dinspre est (dinspre Güzelçamlı), primul golf de acest fel este golful Içmeler (în turcă İçmeler Koyu). Apele acestuia nu sunt adânci, iar plajele sunt de nisip, spre deosebire de alte golfuri din parc. Astfel, İçmeler este cea mai populară plajă pentru turiști. Golful Aydınlık este situat la aprox. 5 km spre vest, are plaje de pietriș și este mai adânc. De aici încolo accesul la țărm este mai dificil, plajele fiind vizitate în general doar de înotătorii experimentați și oamenii locului.
După punctul de control al Jandarmeriei⁠(d), drumul duce la un canion din apropiere, aflat imediat la stânga. De aici, mai multe trasee duc în pădurile peninsulei. Unul din ele duce la satul Doğanbey⁠(d) și continuă spre vechiul oraș-port elenistic Karine. Ultimii 9 km ai traseului sunt accesibili doar cu permis sau cu însoțirea unui ghid.
Cel de-al treilea golf de-a lungul peninsulei este golful Kavaklı Burun, urmat de cel mai vestic golf accesibil publicului, Karasu. De la ambele se deschid priveliști spre insula Samos, dar sunt cu mult mai rar vizitate decât celelalte golfuri. Capătul peninsulei este marcat de muntele Mycale⁠(d) (în turcă Dilek Dağı), care domină asupra strâmtorii omonime.

#### Peștera lui Zeus

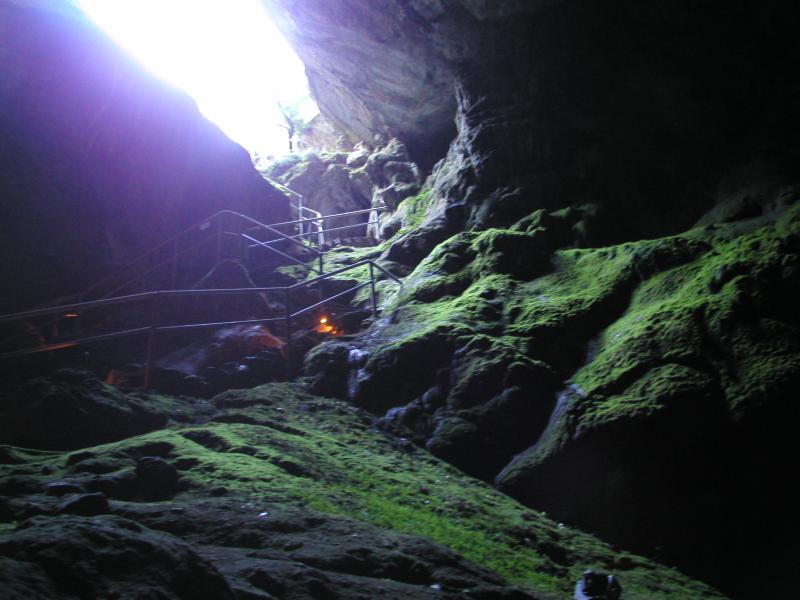
Peștera lui Zeus lângă intrare

Imediat la intrarea în parcul național, traseul se bifurcă, iar unul din trasee trece prin centrul peninsulei și duce la o cavernă cunoscută ca Peștera lui Zeus (în turcă Zeus Mağarası). Intrarea este parțial acoperită de vegetație densă. Pe un arbore din apropiere vizitatorii leagă diferite obiecte, pentru a-și împlini dorințele. Peștera este umplută cu apă de izvor cristalină, ceea ce o face o altă atracție turistică a parcului. În ultima perioadă, turiștii vizitează peștera tot mai des, datorită apelor tot mai tulburi ale plajelor din apropiere, care le fac mai puțin atrăgătoare. Numele peșterii vine de la o legendă conform căreia zeul grecesc Zeus se scălda în peșteră.

#### Delta Büyük Menderes

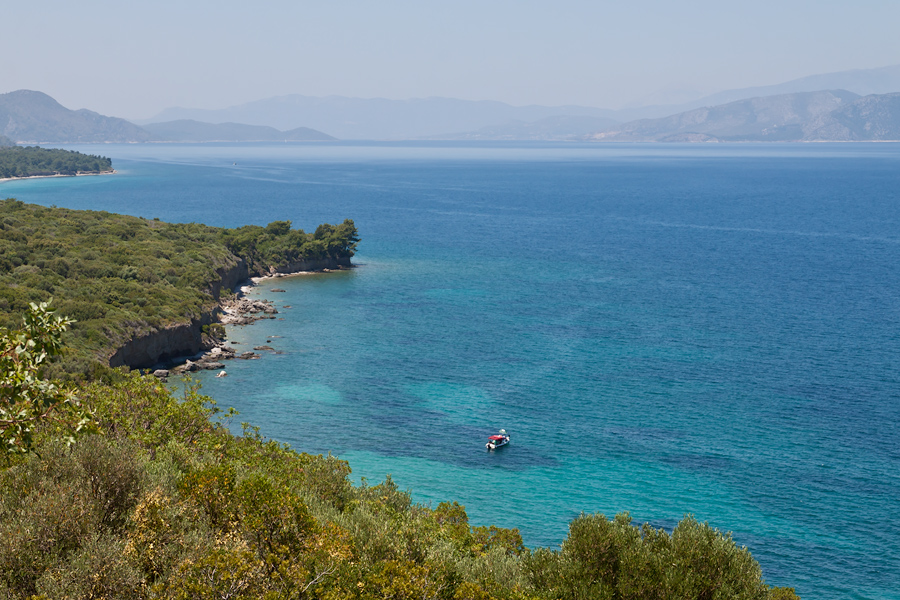
O barcă navigând în unul din micile golfuri ale peninsulei; vedere spre vest

Râul Büyük Menderes⁠(d) (din turcă Marele Meandru) se varsă în Marea Egee, printr-un estuar larg cu suprafața de 16.613 ha, mai mult decât întreaga peninsulă Dilek, care are 10.985 ha. Delta este una dintre cele mai diverse zone umede din Turcia în ceea ce privește vegetația și viața marină și are un statut de protecție reiterat de mai multe convenții naționale și internaționale, cum ar fi Convenția Ramsar. Biodiversitatea excepțională se datorează, în mare parte, terenurilor fertile și apei proaspete, care atrag numeroase specii de animale, inclusiv multe păsări migratoare. Munții din regiune cauzează o diferență de temperatură între partea de nord și cea de sud a peninsulei, ceea ce contribuie la diveristatea speciilor din deltă. Sunt amenajate mai multe trasee de hiking, cât și locuri pentru canotaj și picnic.

### Climă
Clima Parcului Național Peninsula Dilek-Delta Büyük Menderes este mediteraneană (clasificarea climatică Köppen Csa) și, astfel, este uscată și blândă pe tot parcursul anului, cu excepția iernii, când cad cele mai multe precipitații. Temperatura medie anuală este aprox. 18°C, variind de la 8°C – temperatura medie în timpul iernii – până la aprox. 27°C – temperatura medie în timpul verii. Pe munte, la altitudini mari, temperaturile sunt de obicei mult mai mici, temperatura medie anuală fiind de obicei nu mai mare de 13°C. Cantitatea de precipitații variază în funcție de altitudine și, de asemenea, între laturile de nord și sud ale peninsulei. Astfel, precipitațiile variază între 900 și 1.500 mm anual. Diferențele de temperatură și precipitații dintre diferite zone ale parcului contribuie la diversitatea speciilor de licheni și plante.

## Geologie

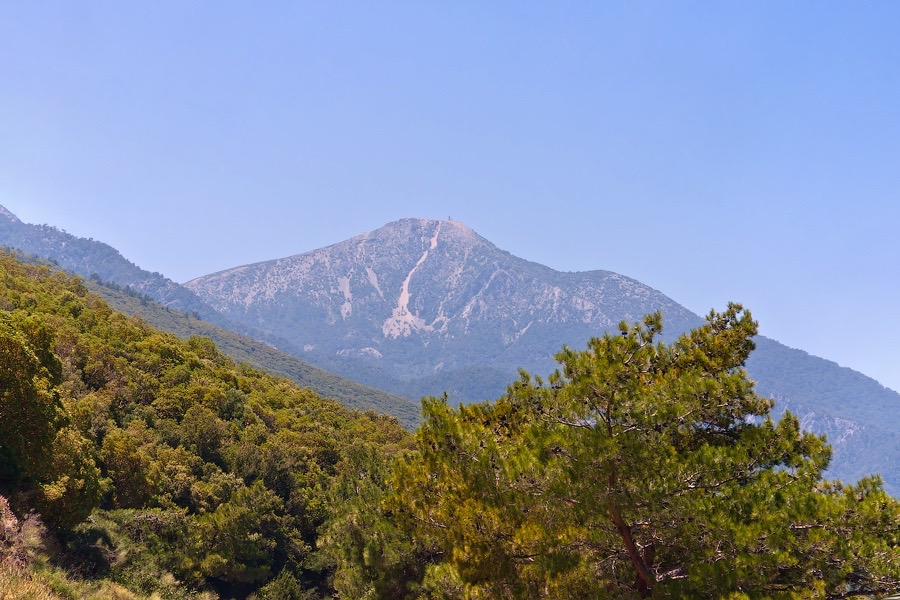
O vedere de pe muntele Mycale

Terenul peninsulei corespunde caracteristicilor geologice ale întregii regiuni a Mării Egee. Forma actuală a peninsulei se datorează fuziunii tectonice a formațiunilor paleozoice de șist, calcarului mezozoic și depozitelor de marmură, urmată de acumularea argile și alte sedimente în timpul neogenului. Această combinație geologică este posibilă datorită instabilității sesismice a regiunii și amplasării în proximitatea hotarului dintre plăcile tectonice Anatolia⁠(d) și Egee⁠(d), factori care au contribuit la formarea masivelor de munți din tot vestul Turciei. Peninsula, cât și munții dimprejurul râului Büyük Menderes, fac parte din structura geologică numită Masivul Menderes.
Relieful peninsulei este muntos, cele mai înalte piscuri atingând înălțimi de 1.200 m. Cel mai mare munte, muntele Mycale⁠(d), este de aproximativ 1.237 m înălțime.

## Biologie
Fauna și flora este foarte diversă, parcul găzduind aproximativ 804 specii distincte de plante, 256 specii de păsări și o varietate mare de mamifere, reptile și animale marine. Întreg teritoriul este protejat de Convenția Ramsar, Convenția de la Berna privind conservarea vieții sălbatice și a habitatelor naturale din Europa⁠(d), Convenția pentru Diversitate Biologică și Convenția de la Barcelona⁠(d).

### Floră
Datorită diferențelor de temperatură și climat între diferite zone ale parcului (inclusiv în funcție de altitudine), flora cuprinde, pe lângă vegetație tipică regiunii egee, multe specii întâlnite în mod normal în alte zone de coastă din Turcia, cum ar fi regiunea Mediterană, regiunea Marmara și regiunea Mării Negre.
Din cele 804 specii de plante, șase sunt endemice, adică se întâlnesc numai în parc și nicăieri altundeva pe pământ. Alte 30 de specii sunt indigene (native). Cele mai frecvente și răspândite plante sunt specii machia, ca ienupărul fenician⁠(d) (Juniperus phoenicea). Alte specii reprezentative sunt părul argintiu⁠(d) (Pyrus elaeagnifolia), pinul turcesc (Pinus brutia) și sumacul⁠(d) (Rhus coriaria).

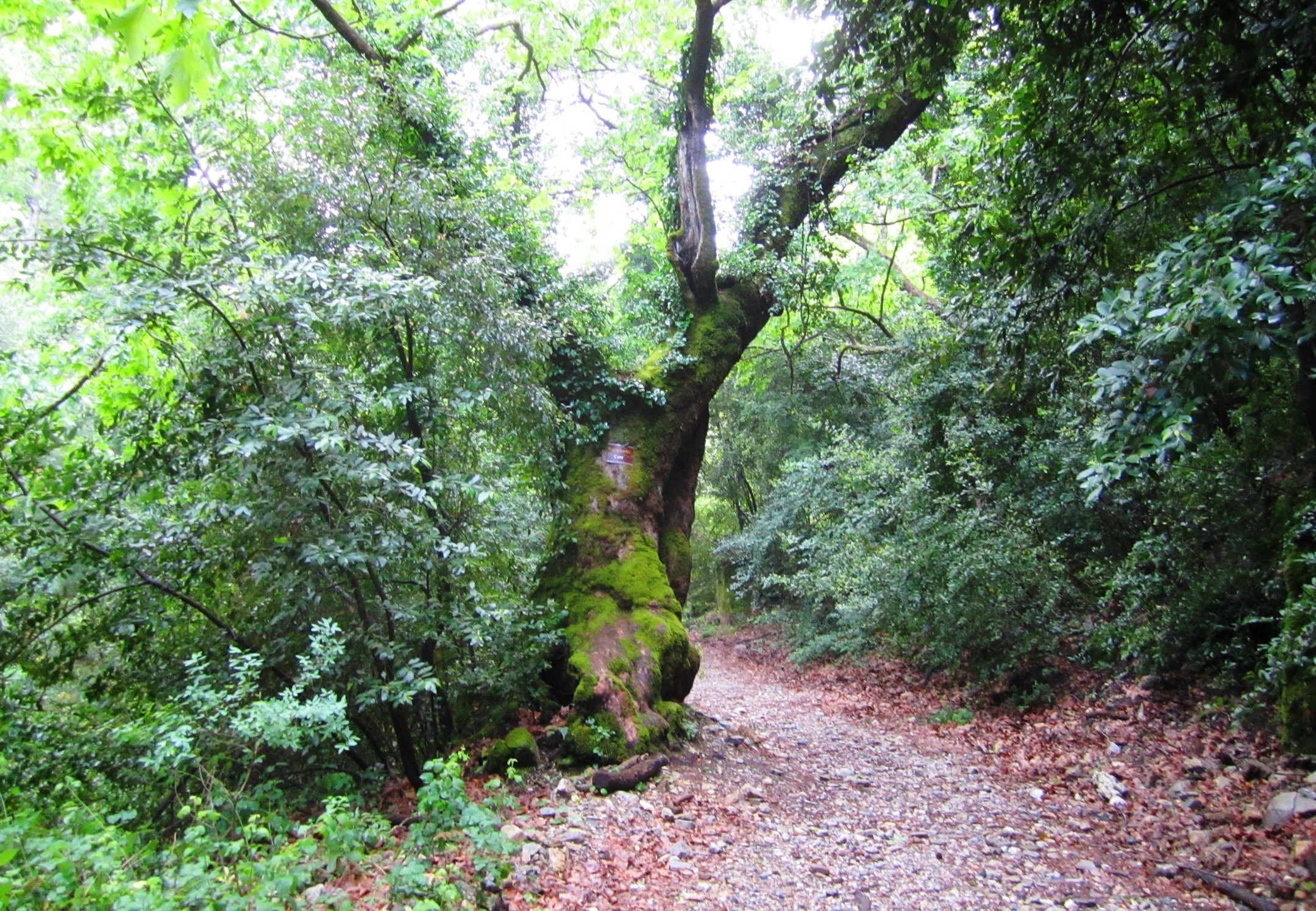
Un copac în pădure

### Faună
În parc sunt atestațe 28 specii de mamifere, 42 specii de reptile și 45 specii de pești. Mai mulți mistreți (Sus scrofa) sunt stabiliți aici. Ei frecventează des plajele, unde se hrănesc cu resturi și gunoaie lăsate de vizitatori. Mai adânc în pădure poposesc șacali aurii (Canis aureus), râși eurasiatici (Lynx lynx), mai rar hiene dungate (Hyaena hyaena) și caracali (Caracal caracal).
De-a lungul țărmului sudic al peninsulei, cât și în delta râului, viețuiesc păsări și animale marine. Multe dintre aceste specii sunt pe cale de dispariție, ceea ce a reprezentat unul din motivele principale de luare a deltei sub protecție. Cele mai întâlnite zburătoare sunt cormoranul mic (Microcarbo pygmeus), egreta mică (Egretta garzetta), vânturelul mic (Falco naumanni), prundărașul de sărătură (Charadrius alexandrinus), codalbul (Haliaeetus albicilla) și pelicanul creț (Pelecanus crispus), pentru care parcul este un loc de cuibărit.
Viața marină este formată în mare parte din specii tipice Mării Egee. Biodiversitatea faunei marine nu este bine studiată. Observările arată că zona este populată de țestoase marine și mamifere, inclusiv foci-călugăr și delfini, dar răspândirea lor nu este clară. Au mai fost raportate și balene din specia Balaenoptera physalus⁠(d), în apele turcești fiind documentați un singur individ în trecere și cinci alții eșuați pe țărm.

## Activități

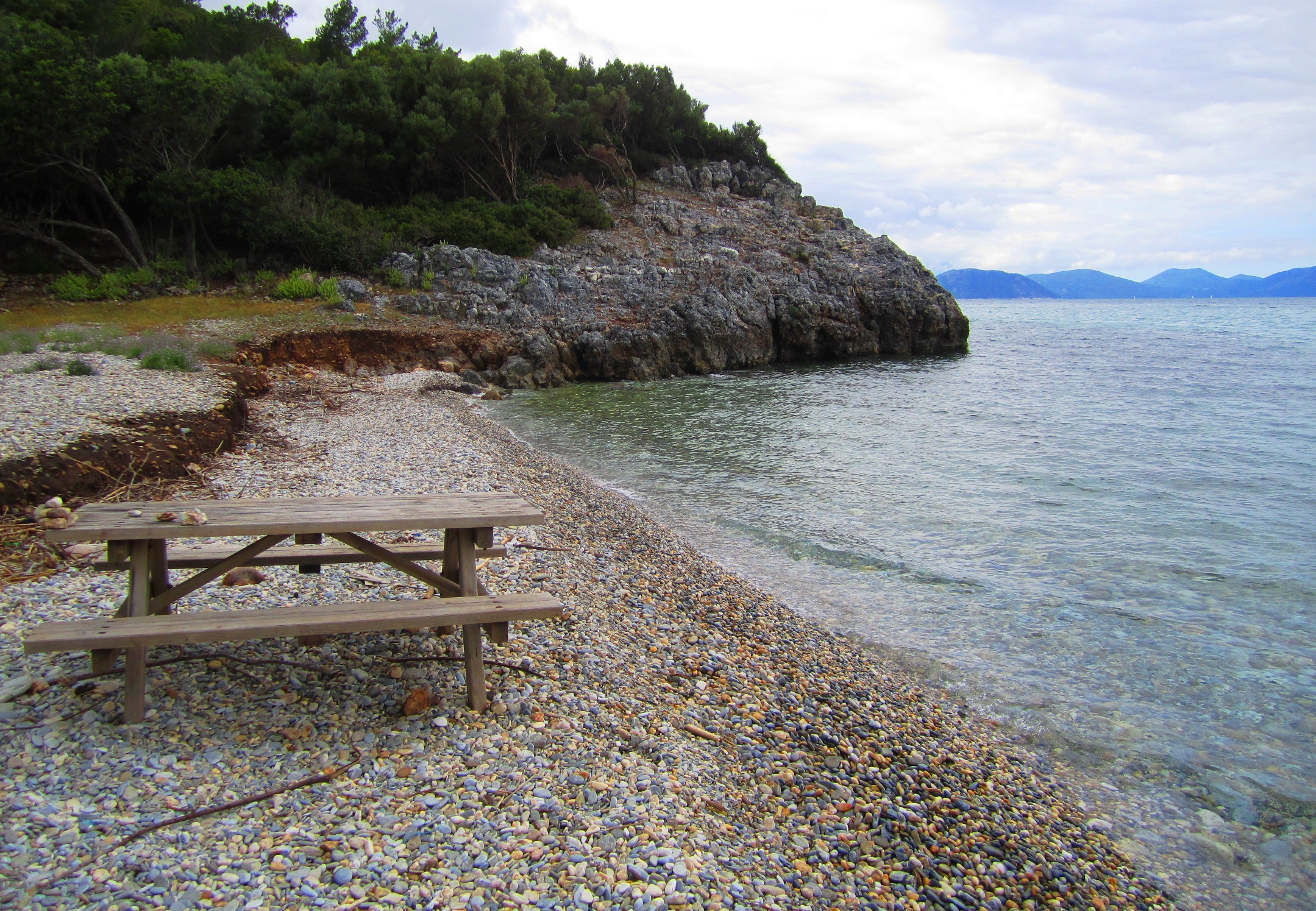
Un mic golf de-a lungul malul de nord al peninsulei

Datorită diversității florei și faunei, cât și peisajelor cu teren muntos și verde, o activitate preferată a vizitatorilor în parc este fotografia de natură. Mai multe trasee prin păduri și pe munte sunt folosite pentru hiking și, respectiv, alpinism. Există numeroase alte activități disponibile pentru vizitatori, cu excepția celor interzise. De exemplu, deși pescuitul recreativ este permis, vânătoarea în parc este pedepsită grav.

### Turism
Parcul este cel mai vizitat primăvara și vara, când este deschis între orele 8:00 și 19:00, ora locală. Toamna și iarna, ora de închidere este 17:00. Intrarea este contra plată. Campingul nu este permis, aprinderea focului este strict interzisă, iar vizitatorii nu pot rămâne pe noapte — măsurile sunt luate pentru a proteja ecosistemul. La parc se poate ajunge din centrul orașului Kuşadası cu „dolmuş”⁠(d) (maxi-taxi), care circulă regulat până la Güzelçamlı⁠(d). Mai recent, Kuşadası și Güzelçamlı sunt conectate prin feribot, care oferă un acces mai ușor. Parcul are în jur de 700.000 de vizitatori din țară și străinătate în fiecare an.